# Margreet Honig – Der freie Ton
Margreet Honig – Der freie Ton ist ein Schweizer Dokumentarfilm aus dem Jahr 2023 von Stefan Haupt. Der Film hat eine Laufzeit von 53 Minuten und wurde von der Fontana Film in Koproduktion mit dem Schweizer Radio und Fernsehen (SRF) produziert.

## Inhalt
Der Film porträtiert die 84-jährige niederländische Gesangspädagogin Margreet Honig, die international für ihre einzigartige Lehrmethode anerkannt ist. Sie unterrichtet regelmäßig in Europa und Nordamerika und arbeitet mit renommierten Sängerinnen und Sängern wie Magdalena Kožená zusammen. Im Gegensatz zur konventionellen, oft auf Perfektion und Leistung fokussierten Musikausbildung legt Honig Wert darauf, ihren Schülern Raum zu geben, ihre eigene Stimme zu entdecken und zu entfalten. Ihr Ansatz ist besonders relevant im Kontext aktueller Diskussionen über Bildung und Pädagogik.

## Produktion
Die Dreharbeiten fanden in Zürich, Amsterdam, Berlin und Ins statt, wobei der Fokus auf Honigs Unterrichtstätigkeit lag. Die Kamera führten Patrick Lindenmaier und Giancarlo Moos, für den Ton war unter anderem Mourad Keller verantwortlich. Den Schnitt übernahm Christof Schertenleib, während Hanspeter Müller-Drossaart als Sprecher fungierte. Die dramaturgische Mitarbeit leistete Martin Witz. Der Film wurde vom Bundesamt für Kultur (BAK) und dem Teleproduktions-Fonds GmbH unterstützt.

## Mitwirkende
Neben Margreet Honig selbst kommen im Film verschiedene ihrer Schüler und Kollegen zu Wort, darunter:
- Hans Adolfsen
- Magdalena Kožená
- Maria Díaz Coca
- Rafael Oliveira Gonçalves
- Eszter Gyüdi
- Alicia Gabriela Martínez
- Amanda Manda Seiler
- Samuel Zünd

Diese Mitwirkenden teilen ihre Erfahrungen und reflektieren über die Einflüsse von Honigs Lehrmethoden auf ihre künstlerische Entwicklung.

## Rezeption
Margreet Honig – Der freie Ton wurde erstmals bei den Solothurner Filmtagen 2023 präsentiert. Im Film wird Deutsch, Englisch und Niederländisch gesprochen, und er kann mit Untertiteln in Deutsch, Englisch und Französisch gestreamt werden. Als World Sales fungiert euroarts.com.